# Kaur (Bengkulu)
Kaur ist ein indonesischer Regierungsbezirk (Kabupaten) in der indonesischen Provinz Bengkulu. Zum Jahresende 2023 leben hier auf 2.609 Quadratkilometern 134.050 Menschen. Der Verwaltungssitz des Kabupaten Kaur ist Bintuhan, Zentrum des Kecamatan Kaur Selatan.

## Geografie

### Allgemeines
Der Bezirk liegt bezüglich Fläche auf Rang 3 aller 10 Verwaltungseinheiten 2. Ordnung (Kabupaten und Kota), das sind 12,96 Prozent der Provinzfläche. Bevölkerungsmäßig wird Rang 8 erreicht (6,39 %). In der Bevölkerungsdichte (51,4 Einw. je km) liegt nur noch der Kabupaten Muko Muko hinter ihm.

### Lage
Kaur ist der südlichste Bezirk der langgestreckten Provinz und grenzt im Nordwesten an den Bezirk Bengkulu Selatan, im Nordosten an den Bezirk Muara Enim, im Süden an Pesisir Barat und im Osten an Ogan Komering Ulu (die letzten drei Bezirke gehören administrativ zur Provinz Sumatra Selatan). Die zweitlängste Grenze ist die Küstenlinie des Indischen Ozeans im Westen. Nur 6 der 15 Kecamatan haben Zugang zum Meer.
Astronomisch belegt der Kabupaten Kaur die Koordinaten zwischen 4° 15′ 08,21″ und 4° 55′ 27,27″ s. Br. sowie zwischen 103° 04′ 08,76″ und 103° 46′ 50,12″ ö.L.

### Wetter und Klima
Der Kabupaten liegt südlich des Äquator. Wie in ganz Indonesien herrscht hier tropisches Regenwaldklima (feuchttropisches Klima). Man unterscheidet eine trockene Jahreszeit (Juni bis September) und die Regenzeit (August bis November).

## Verwaltungsgliederung
Der Kabupaten Kaur gliedert sich seit dem Jahr 2005 in 15 Distrikte (indonesisch Kecamatan) mit 195 Dörfern, von denen 3 als Kelurahan städtischen Charakter haben.
| Code 1   | Kecamatan Distrikt | Ibu Kota Verwaltungssitz | Fläche (km²) | Einw. Zensus 2010 2 | Volkszählung 2020 | Volkszählung 2020 | Volkszählung 2020 | Anzahl der Desa |
| Code 1   | Kecamatan Distrikt | Ibu Kota Verwaltungssitz | Fläche (km²) | Einw. Zensus 2010 2 | Einw. 3           | 0Dichte 40        | Sex Ratio 5       | Anzahl der Desa |
| -------- | ------------------ | ------------------------ | ------------ | ------------------- | ----------------- | ----------------- | ----------------- | --------------- |
| 17.04.01 | Kinal              | Tanjung Baru             | 154,03       | 4.268               | 4,8               | 31                | 103               | 14 / -          |
| 17.04.02 | Tanjung Kemuning00 | Tanjung Kemuning         | 72,91        | 10.575              | 13,4              | 184               | 105               | 20 / -          |
| 17.04.03 | Kaur Utara         | Simpang Tiga             | 49,80        | 6.422               | 7,6               | 153               | 105               | 10 / 1          |
| 17.04.04 | Kaur Tengah        | Tanjung Iman             | 26,40        | 4.365               | 5,1               | 191               | 104               | 8 / 1           |
| 17.04.05 | Kaur Selatan       | Bintuhan                 | 92,75        | 14.043              | 16,8              | 181               | 103               | 18 / 1          |
| 17.04.06 | Maje               | Linau                    | 361,04       | 11.900              | 14,2              | 39                | 112               | 19 / -          |
| 17.04.07 | Nasal              | Merpas                   | 519,92       | 15.166              | 16,6              | 32                | 110               | 17 / -          |
| 17.04.08 | Semidang Gumai     | Mentiring                | 64,91        | 5.398               | 6,5               | 101               | 104               | 13 / -          |
| 17.04.09 | Kelam Tengah       | Rigangan                 | 35,84        | 6.189               | 7,2               | 200               | 104               | 13 / -          |
| 17.04.10 | Luas               | Benua Ratu               | 124,88       | 4.822               | 5,6               | 45                | 106               | 12 / -          |
| 17.04.11 | Muara Sahung       | Ulak Lebar               | 256,00       | 5.445               | 6,7               | 26                | 110               | 7 / -           |
| 17.04.12 | Tetap              | Tetap                    | 87,92        | 5.859               | 6,9               | 79                | 105               | 12 / -          |
| 17.04.13 | Lungkang Kule      | Sukananti                | 32,00        | 3.232               | 3,5               | 109               | 107               | 9 / -           |
| 17.04.14 | Padang Guci Hilir  | Gunung Kaya              | 115,96       | 3.586               | 3,8               | 33                | 104               | 9 / -           |
| 17.04.15 | Padang Guci Hulu   | Bungin Tambun            | 370,64       | 6.629               | 7,8               | 21                | 107               | 11 / -          |
| 17.04    | Kab. Kaur          | 2.365,00                 | 107.899      | 126.551             | 53,51             | 106,4             | 192 / 3           |                 |

## Demografie
Zwischen der 6. (2010) und der 7. Volkszählung (2020) stieg der Frauenanteil um 0,34 Prozent. Für Ende 2023 setzt sich dieser Aufwärtstrend geringfügig fort (48,54 %).
| Jahr | Gesamt- bevölkerung | Männer | %     | Frauen | %     |
| ---- | ------------------- | ------ | ----- | ------ | ----- |
| 2010 | 00107.899           | 55.991 | 51,89 | 51.908 | 48,11 |
| 2020 | 00126.551           | 65.238 | 51,55 | 61.313 | 48,45 |
| 2023 | 00134.050           | 68.984 | 51,46 | 65.066 | 48,54 |

Die vorherrschende Religion war und ist der Islam. 99,52 Prozent der Bevölkerung bekennen sich hierzu, ihnen stehen 272 Moscheen zur Verfügung. Der Anteil an Christen lag 2023 bei 0,34 Prozent (390 Protestanten, 72 Katholiken), es gab 2020 zwei protestantische und eine katholische Kirchen sowie drei Hindu-Tempel.

### Soziale Daten 2020
| Merkmal                                                            | Bengkulu Utara | 0Prov. Bengkulu0 |
| ------------------------------------------------------------------ | -------------- | ---------------- |
| Bevölkerung unterhalb der Armutsgrenze (Tsd.)0                     | 022,57         | 302,58           |
| Anteil der „armen Bevölkerung“ (indonesisch Penduduk miskin) (%)00 | 0018,47        | 15,03            |
| Arbeitslosenquote (%)                                              | 003,45         | 04,07            |
| Lebenserwartung bei der Geburt (Jahre)                             | 066.63         | 69,35            |
| HDI-Index                                                          | 066,99         | 71,40            |
| Analphabetenrate (in %, 15+ J.)                                    | 001,61         | 01,99            |

## Geschichte
Der Kabupaten Kaur wurde 2003 zusammen mit dem Kabupaten Seluma aus dem Kabupaten Bengkulu Selatan ausgegliedert. Der „Mutterbezirk“ gab dabei 40 Prozent seines Territoriums (2.369 von 5.956 km²) ab: die sieben Kecamatan Kaur Utara, Kinal, Kaur Tengah, Kaur Selatan, Maje, Nasal und Tanjung Kemuning. Durch Abtrennungen wurden acht neue Kecamatan gebildet, die letzten 2005 (Padang Guci Hilir, Lungkang Kule und Padang Guci Hilir).

### Aktuelle Daten der Bevölkerungsfortschreibung
Nachfolgende Tabelle gibt den Einwohnerstand nach Geschlecht vom Jahresende 2022 und 2023 wieder. Er resultiert aus den Ergebnissen der Fortschreibung durch die örtlichen Zivilregistrierungsbüros (Disdukcapil, indonesisch Dinas Kependudukan dan Pencatatan Sipil) und kann in einer interaktiven Karte abgerufen werden
| Kecamatan          | 31.12.2022 | 31.12.2022 | 31.12.2022 | Fläche km² | 31.12.2023 | 31.12.2023 | 31.12.2023 | 31.12.2023         | 31.12.2023          |
| Kecamatan          | 0Insg.     | männl.     | weibl.     | Fläche km² | 0Insg.     | männl.     | weibl.     | Dichte [Einw./km²] | Sex Ratio [M*100/F] |
| ------------------ | ---------- | ---------- | ---------- | ---------- | ---------- | ---------- | ---------- | ------------------ | ------------------- |
| Kinal              | 5.179      | 2.647      | 2.532      | 191,20     | 5.200      | 2.664      | 2.536      | 27,2               | 105,05              |
| Tanjung Kemuning00 | 14.043     | 7.179      | 6.864      | 76,05      | 14.334     | 7.320      | 7.014      | 188,5              | 104,36              |
| Kaur Utara         | 7.931      | 4.066      | 3.865      | 56,24      | 8.002      | 4.095      | 3.907      | 142,3              | 104,81              |
| Kaur Tengah        | 5.174      | 2.614      | 2.560      | 26,20      | 5.197      | 2.627      | 2.570      | 198,4              | 102,22              |
| Kaur Selatan       | 17.243     | 8.750      | 8.493      | 98,30      | 17.553     | 8.930      | 8.623      | 178,6              | 103,56              |
| Maje               | 14.941     | 7.824      | 7.117      | 496,30     | 15.155     | 7.930      | 7.225      | 30,5               | 109,76              |
| Nasal              | 16.964     | 8.881      | 8.083      | 500,32     | 17.147     | 8.987      | 8.160      | 34,3               | 110,13              |
| Semidang Gumay     | 6.910      | 3.542      | 3.368      | 40,84      | 7.030      | 3.597      | 3.433      | 172,1              | 104,78              |
| Kelam Tengah       | 7.610      | 3.865      | 3.745      | 34,98      | 7.677      | 3.899      | 3.778      | 219,5              | 103,20              |
| Luas               | 5.734      | 2.977      | 2.757      | 134,69     | 5.793      | 3.000      | 2.793      | 43,0               | 107,41              |
| Muara Sahung       | 6.977      | 3.633      | 3.344      | 304,00     | 7.124      | 3.707      | 3.417      | 23,4               | 108,49              |
| Tetap              | 7.314      | 3.754      | 3.560      | 87,36      | 7.431      | 3.797      | 3.634      | 85,1               | 104,49              |
| Lungkang Kule      | 3.770      | 1.944      | 1.826      | 28,70      | 3.818      | 1.978      | 1.840      | 133,0              | 107,50              |
| Padang Guci Hilir  | 4.084      | 2.080      | 2.004      | 130,09     | 4.204      | 2.135      | 2.069      | 32,3               | 103,19              |
| Padang Guci Hulu   | 8.263      | 4.259      | 4.004      | 362,41     | 8.385      | 4.318      | 4.067      | 23,1               | 106,17              |
| Kab. Kaur          | 132.137    | 68.015     | 64.122     | 2.567,68 1 | 134.050    | 68.984     | 65.066     | 52,2               | 106,02              |

## Verzeichnis der 3 Kelurahan
Die nachfolgende Liste gibt den Einwohnerstand zum Jahresende 2022 (Semester II/2022) und genau ein Jahr später für die drei Kelurahan im Bezirk Kaur wieder. Innerhalb eines Jahres stieg deren Einwohnerzahl um 16 Einwohner.
Wie bei vorstehender Tabelle entstammen alle Daten der Fortschreibung von den örtlichen Zivilregistrierungsbüros (Disdukcapil).
| Struktur- code | Kecamatan    | Kelurahan       | Bevölkerung am Jahresende 2022 | Bevölkerung am Jahresende 2022 | Bevölkerung am Jahresende 2022 | Bevölkerung am Jahresende 2022 | Bevölkerung am Jahresende 2023 | Bevölkerung am Jahresende 2023 | Bevölkerung am Jahresende 2023 | Bevölkerung am Jahresende 2023 | Bevölkerung am Jahresende 2023 |
| Struktur- code | Kecamatan    | Kelurahan       | Fläche (km²)                   | Gesamt                         | männlich                       | weiblich                       | Gesamt                         | männlich                       | weiblich                       | Dichte                         | Sex Ratio                      |
| -------------- | ------------ | --------------- | ------------------------------ | ------------------------------ | ------------------------------ | ------------------------------ | ------------------------------ | ------------------------------ | ------------------------------ | ------------------------------ | ------------------------------ |
| 17.04.03.1010  | Kaur Utara   | Simpang Tiga    | 5,70                           | 2.086                          | 1.053                          | 1.033                          | 2.102                          | 1.052                          | 1.050                          | 368,8                          | 100,19                         |
| 17.04.04.1007  | Kaur Tengah  | Tanjung Iman    | 1,30                           | 1.440                          | 717                            | 723                            | 1.436                          | 715                            | 721                            | 1.104,6                        | 99,17                          |
| 17.04.05.1013  | Kaur Selatan | Bandar Bintuhan | 2,52                           | 1.113                          | 554                            | 559                            | 1.116                          | 554                            | 562                            | 442,9                          | 98,58                          |